# Моцалин
Моцалин — струмок в Україні у Тячівському районі Закарпатської області. Права притока річки Терешілки (басейн Дунаю).

## Опис
Довжина струмка приблизно 5,73 км, найкоротша відстань між витоком і гирлом — 4,73  км, коефіцієнт звивистості річки — 1,21 . Формується декількома струмками.

## Розташування
Бере початок на північно-східних схилах гори Поганська Кичера (1132,0 м). Тече переважно на південний схід понад горою Водножанська Кичера (1067,0 м) і впадає у річку Терешілку, праву притоку річки Тересви.